# McArthur (Ohio)
McArthur es una villa ubicada en el condado de Vinton en el estado estadounidense de Ohio. En el Censo de 2010 tenía una población de 1701 habitantes y una densidad poblacional de 492,32 personas por km².

## Geografía
McArthur se encuentra ubicada en las coordenadas 39°14′46″N 82°28′43″O / 39.24611, -82.47861. Según la Oficina del Censo de los Estados Unidos, McArthur tiene una superficie total de 3.46 km², de la cual 3.44 km² corresponden a tierra firme y (0.45%) 0.02 km² es agua.

## Demografía
Según el censo de 2010, había 1701 personas residiendo en McArthur. La densidad de población era de 492,32 hab./km². De los 1701 habitantes, McArthur estaba compuesto por el 98.06% blancos, el 0.06% eran afroamericanos, el 0.76% eran amerindios, el 0% eran asiáticos, el 0% eran isleños del Pacífico, el 0.29% eran de otras razas y el 0.82% pertenecían a dos o más razas. Del total de la población el 0.76% eran hispanos o latinos de cualquier raza.